# Mainà de Sri Lanka
El mainà de Sri Lanka (Gracula ptilogenys) és una espècie d'au de la família dels estúrnids (Sturnidae), endèmic de Sri Lanka.
El seus hàbitats són els boscos tropicals i subtropicals de frondoses humits de les terres baixes, bé com els de l'estatge montà. També se'l troba en plantacions i jardins rurals. El seu estat de conservació es considera gairebé amenaçat.